# 北海道の市町村章一覧
北海道の市町村章一覧（ほっかいどうのしちょうそんしょういちらん）は、北海道内の市町村に制定されている、あるいは制定されていた市町村章の一覧である。なお、一覧の順序は全国地方公共団体コード順による。廃止された市町村章は廃止日から順に掲載している。

## 概要
- 北海道は元々、アイヌ民族が居住していた土地であった。平安時代から地理的に近い東北地方がある本州を中心にし、その次に四国、九州と続き、日本全国から移り住んだ人々によって居住が始まった。それから、移住してきた人々によって江戸時代に松前藩が成立した[1]。さらに廃藩置県後の明治時代も本州からの移住者が石狩地方を中心にして移り住み、その次に本州に近い後志・渡島地方、他には道内の東側にある北見・胆振・十勝地方を中心に移り住んだ[2][3]。その時に警備と開拓にあたった兵士とその部隊である屯田兵が誕生し、紋別郡上湧別町（現：湧別町）[4]などにはこの兵士を基にした町章が制定されている。更には移り住んだ事情により、瀬棚郡瀬棚町（現：久遠郡せたな町）には「開拓した人たちの精神」を目標とした「開拓者精神」を掲げた紋章が制定されている[5]。そのことから移住してきた人たちの名残として樺戸郡新十津川町の町章は奈良県吉野郡十津川村の町章と同一である[6]。
- 他には釧路市などの紋章に使用されている北極星・北斗七星などの北海道を想像して星を基にした紋章を制定している自治体がある。更には北海道の方角である北見市[7]・紋別郡湧別町の初代の町章[8]などの紋章に使用されている方角である「北」へと向ける方向を基にした紋章がある。
- 全国有数の豪雪地帯であるので虻田郡倶知安町の初代の町章[9]など雪の結晶を基にした紋章を使用している自治体がある。

| 北斗七星（この星を基にしてそれぞれの自治体の紋章が作られた）  |  | 北極星（この星を基にしてそれぞれの自治体の紋章が作られた）  |  | 開拓団の旗（この旗を基にしてそれぞれの自治体の紋章が作られた）  |
| 北斗七星 （この星を基にしてそれぞれの自治体の紋章が作られた） |  | 北極星 （この星を基にしてそれぞれの自治体の紋章が作られた） |  | 開拓団の旗 （この旗を基にしてそれぞれの自治体の紋章が作られた） |

## 市部
| 市       | 市章 | 由来 | 制定日         | 備考 |
| -------- | ---- | --- | -------------- | --- |
| 札幌市   |      | 外側の六角形は雪の結晶を象徴し、内側の円形模様は「札」を表し、「ロ」で札を囲い、さらにはその中に北斗星の「ホ」を象ったもの                       | 1911年8月      | 市旗は一部別デザインである 札幌区章をして制定していたものを市制施行後に継承される                             |
| 函館市   |      | 函館港の別名である「巴の港」を表したもの | 1935年7月13日  | 市旗は一部別デザインである                                                                                    |
| 小樽市   |      | 雪を象徴した六つの花の中に「小」を図案化したもの                                                                                                 | 1922年8月28日  | 1901年9月10日に制定した小樽区章を1922年8月1日の市制後も引き継いでいる                                         |
| 旭川市   |      | 北斗星で北海道の中心部を表し、赤色の日章旗を中心に配したもの                                                                                     | 1911年6月29日  | 区章をして制定していたものを1922年8月1日の市制施行後も引き継いでいる                                          |
| 室蘭市   |      | 六つの「ロ」で円筒を作って「ムロ」とし、ランの花の周りを囲っている                                                                               | 1936年4月13日  | 2代目の市章である                                                                                             |
| 釧路市   |      | 外側は北極星、中の輪は「クシロ」を意味する腕輪を表している                                                                                       | 2005年10月1日  | 1920年8月1日制定の市章を新市制後も引き継いでいる                                                              |
| 帯広市   |      | 「北」と「ロ」を兼ねて表し、「オ」を図案化したもの                                                                                               | 1933年4月1日   | 1930年10月31日制定の町章を市制施行後も引き継いでいる 市旗は一部別デザインである                               |
| 北見市   |      | 全体は秤の「分銅」を表し、「北」を図案化したもの                                                                                                 | 2006年3月5日   | 1947年9月6日制定の市章を新市制施行後に継承される                                                              |
| 夕張市   |      | 外側の六角模様は黒ダイヤ、中側は「夕」を図案化したもの                                                                                           | 1937年8月2日   | 夕張町章として制定していたものを市制施行後に継承される                                                        |
| 岩見沢市 |      | 正菱型を象り、輪郭で北海道・内部は石狩平野・岩見沢の位置、四方八方へ延びる交通網を表したもの                                                     | 1948年4月1日   | 色は金色・銀色・緑色のが指定されている                                                                        |
| 網走市   |      | 全体は錨の形であり、「ア」・「走」を図案化したもの                                                                                               | 1940年3月22日  | 網走町章として制定されていたものを市制施行後に継承される 市旗は一部別デザインである                           |
| 留萌市   |      | 「ル」を菱形にして図案化したもの | 1964年12月16日 | 市旗は一部別デザインである                                                                                    |
| 苫小牧市 |      | 全体は「トマコマイ」を意味し、「トマ」を上下に配しかつ周囲を象り、上下の二つの突起で「コマ」を図案化してから「ト」を「イ」として読ませているもの | 1949年8月22日  | 市旗は一部別デザインである                                                                                    |
| 稚内市   |      | 外形は六芒星・三つの意味を持つ「W（will=意志・wisdom=知識・work=労働）」を表しているもの                                                         | 1949年4月1日   | |
| 美唄市   |      | カラスガイ・「ひ」を組み合わせて図案化し、黒ダイヤを表したもの                                                                                   | 1950年9月2日   | 色は黒色が指定されている 市旗は一部別デザインである                                                           |
| 芦別市   |      | 外側は北海道・五個の菱型は黒ダイヤ・「芦」を表したもの                                                                                           | 1948年7月3日   | 芦別町章として制定されたものを市制施行後に継承される                                                          |
| 江別市   |      | 星は屯田兵・囲む円は月を表したもの | 1924年10月24日 | 江別町章として制定されたものを市制施行後に継承される 市旗は一部別デザインである                               |
| 赤平市   |      | 「赤」を翼の形に図案化したもの | 1966年12月2日  | 2代目の市章である                                                                                             |
| 紋別市   |      | 「紋」を図案化したもの | 1941年4月1日   | 紋別町章として制定されたものを市制施行後に継承される 色は緑色が指定されている                                 |
| 士別市   |      | 青の「S」は図案化、赤は人、緑は大地を表したもの                                                                                                  | 2005年10月14日 | 2代目の市章である 色は緑色・赤色・青色が指定されている                                                        |
| 名寄市   |      | 「N」を図案化したもの | 2006年3月27日  | 2代目の市章である 色は緑色か黒色を指定している                                                                |
| 三笠市   |      | 「三」を三段にして図案化したもの | 1957年3月8日   | |
| 根室市   |      | 六つの「ロ」と「ネ」を配している | 1957年8月1日   | 1925年2月13日に根室町章として制定され、市制施行後に継承される 色は赤色が指定されている                        |
| 千歳市   |      | 「ち」を新千歳空港の飛行機の形に図案化したもの                                                                                                   | 1952年5月1日   | 千歳町章として制定され、市制施行後に継承される                                                                |
| 滝川市   |      | 石狩川・空知川の二つの「川」を図案化したもの | 1948年3月1日   | 滝川町章として制定され、市制施行後に継承される                                                                |
| 砂川市   |      | 「す」を図案化したもの | 1948年6月21日  | 砂川町章として制定され、市制施行後に継承される 色は茶色が指定されている                                       |
| 歌志内市 |      | 六角形は石炭の黒ダイヤを表し、内部の二重の円は「ウタ」であり、「シナイ」を図案化したもの                                                         | 1942年10月10日 | 歌志内町章として制定され、市制施行後に継承される                                                              |
| 深川市   |      | 「フカ」を組み合わせたもの | 1963年7月16日  | 色は紺色が指定されている                                                                                      |
| 富良野市 |      | 「フ」を図案化し、外周の円を表したもの | 1966年10月15日 | |
| 登別市   |      | 「の」を単純かつ明瞭化したもの | 1961年10月1日  | 登別町章として制定され、市制施行後に継承される 色は浅葱色に少量の青味の黄を混ぜ白でうすめた色が指定されている |
| 恵庭市   |      | 漁川・島松川を表し、「恵」を配したもの | 1961年9月1日   | 恵庭町章として制定され、市制施行後に継承される                                                                |
| 伊達市   |      | 「桜」・「川」・「円」を表したもの | 1936年5月1日   | 伊達町章として制定され、市制施行後に継承される                                                                |
| 北広島市 |      | 「ひ」を図案化し、三つの「∞」を表したもの | 1969年10月20日 | 広島町章として制定され、市制施行後に継承される                                                                |
| 石狩市   |      | 「i」を型どったもの | 1996年2月23日  | 2代目の石狩町章として制定され、市制施行後に継承される                                                         |
| 北斗市   |      | 「H」を図案化したもの | 2006年2月1日   | 色は青色・緑色・黄色が指定されている                                                                          |

## 町村部

### 空知総合振興局
| 郡     | 町村       | 町村章 | 由来                                                                       | 制定日         | 備考                                                                                                  |
| ------ | ---------- | ------ | -------------------------------------------------------------------------- | -------------- | --- |
| 空知郡 | 南幌町     |        | 「みなみほろ」を円形に図案化したもの                                       | 1964年6月10日  | 1979年4月25日に条例化される                                                                           |
| 空知郡 | 奈井江町   |        | 「ナ」を図案化したもの                                                     | 1954年3月18日  | 1980年6月26日に一部改正する                                                                           |
| 空知郡 | 上砂川町   |        | 黒い菱型（濃紺色）は黒ダイヤ、中央には「上砂」、平行四辺形は川を表している | 1953年1月1日   | |
| 夕張郡 | 由仁町     |        | 「ユ」を図案化し、夕張山地と馬追丘陵を表したもの                           | 1967年12月21日 | 1968年1月1日に施行される                                                                              |
| 夕張郡 | 長沼町     |        | 「ナガ」を左右とも翼の形に図案化したもの                                   | 1967年9月12日  | |
| 夕張郡 | 栗山町     |        | 力強く「く」を表し、簡潔に「栗山」を表したもの                             | 1963年6月19日  | |
| 樺戸郡 | 月形町     |        | 六片の雪花の中に、「月」を丸形として挿入したもの                           | 1940年9月30日  | |
| 樺戸郡 | 浦臼町     |        | 「ウラ」を図案化したもの                                                   | 1968年5月9日   | |
| 樺戸郡 | 新十津川町 |        | 朝廷から賜った菱十を表したもの                                             | 1863年7月25日  | 町村制施行前から制定され、村制施行後かつ町制施行後に継承される 奈良県吉野郡十津川村の村章も同じである |
| 雨竜郡 | 妹背牛町   |        | 「も」を稲穂の形にしたもの                                                 | 1968年6月15日  | 色は緑色が指定されている                                                                              |
| 雨竜郡 | 秩父別町   |        | 全体の形を「チ」とし、三角形は地形を象ったもの                             | 1968年6月1日   | |
| 雨竜郡 | 雨竜町     |        | 二つの「ウ」を組み合わせたもの                                             | 1954年11月3日  | 色は白色か金色とし、文字の輪郭及び下部の立体観を現す部分は、黒色が指定されている                      |
| 雨竜郡 | 北竜町     |        | 「北」を組み合わせ、「H」を繋いで表したもの                                | 1963年7月23日  | |
| 雨竜郡 | 沼田町     |        | ｢ヌマ田｣を組み合わせて図案化したもの                                       | 1954年5月8日   | |

### 石狩振興局
| 郡     | 町村     | 町村章 | 由来                           | 制定日         | 備考                                      |
| ------ | -------- | ------ | ------------------------------ | -------------- | ----------------------------------------- |
| 石狩郡 | 当別町   |        | 「と」を飛躍的にして表している | 1969年10月28日 | 1970年5月に再制定される 2代目の町章である |
| 石狩郡 | 新篠津村 |        | 石狩川・篠津川を表している     | 1934年1月4日   | 色は緑色が指定されている                  |

### 後志総合振興局
| 郡     | 町村     | 町村章 | 由来                                                                                         | 制定日         | 備考                                                                                         |
| ------ | -------- | ------ | -------------------------------------------------------------------------------------------- | -------------- | -------------------------------------------------------------------------------------------- |
| 島牧郡 | 島牧村   |        | 「シマ」の字を図案化したもの                                                                 | 1967年12月22日 |                                                                                              |
| 寿都郡 | 寿都町   |        | 「す」を四稜星にし、外側の円は「つ」を図案化したもの                                         | 1965年         |                                                                                              |
| 寿都郡 | 黒松内町 |        | 三本のマツの葉に「黒」を図案化したもの                                                       | 1959年5月1日   | 1901年に制定され、三和村制度時に継承され、町制施行後・町名改称後の1959年5月1日に再制定される |
| 磯谷郡 | 蘭越町   |        | ヨウラクランを図案化し、四つの「コ」を組み合わせたもの                                       | 1954年12月1日  |                                                                                              |
| 虻田郡 | ニセコ町 |        | 「ニ」は雲・「セ」は山・「コ」は流れを意味してそれらを図案化したもの                         | 1968年5月15日  |                                                                                              |
| 虻田郡 | 真狩村   |        | 六芒星にした「マ」を形どったもの                                                             | 1967年12月23日 | 色は濃黄色が指定されている                                                                   |
| 虻田郡 | 留寿都村 |        | 六つの「ル」を三条の光線に六方向にして組み合わせたもの                                       | 1967年9月2日   |                                                                                              |
| 虻田郡 | 喜茂別町 |        | 後方は、雄大な大地である北海道、手前は、町木である「エゾヤマザクラ」を表現したもの。         | 2016年10月12日 |                                                                                              |
| 虻田郡 | 京極町   |        | 「京」を図案化したもの                                                                       | 1957年8月1日   | 京極村章として制定され、町制施行後に継承される                                               |
| 虻田郡 | 倶知安町 |        | 雪結晶の中に「K」を羽ばたく鳥の形にして図案化したもの                                        | 1991年7月1日   | 2代目の町章である 色は青色が指定されている                                                   |
| 岩内郡 | 共和町   |        | 「共」を上部に円形にして配し、「和」を円形にしたもの                                         | 1955年         | 共和村章として制定され、町制施行後に継承される                                               |
| 岩内郡 | 岩内町   |        | 全体は「岩内」であり、外輪五線は五つの輪であり、「イワ」を表して「内」を図案化したもの       | 1935年2月16日  |                                                                                              |
| 古宇郡 | 泊村     |        | 「泊」を図案化し、内側に日本の国旗を暗示したもの                                             | 1937年2月25日  |                                                                                              |
| 古宇郡 | 神恵内村 |        | 三方向を「弓」で表し、その内側に古宇川と港の入江、さらにはカモメが飛んでいる姿を表したもの   | 1968年5月15日  |                                                                                              |
| 積丹郡 | 積丹町   |        | 輪郭は三匹のカモメを表し、中央部は積丹岳・日本海の波と船を表したもの                         | 1966年8月11日  |                                                                                              |
| 古平郡 | 古平町   |        | 「古」を図案化し、上部は翼を表したもの                                                       | 1968年5月20日  |                                                                                              |
| 余市郡 | 仁木町   |        | 外枠は雪結晶で北海道を表し、「仁」を輪郭として配し、「木」を中心にして六芒星として描いたもの | 1965年3月27日  |                                                                                              |
| 余市郡 | 余市町   |        | 星形は北斗七星を表し、その中に「余市」を円形にしたもの                                       | 1935年3月27日  |                                                                                              |
| 余市郡 | 赤井川村 |        | 八角形にした菱形は「赤」を図案化し、その周りを円で囲んだもの                                 | 1968年6月10日  | 色は菱形の部分は緑色・円の部分は赤色が指定されている                                         |

### 胆振総合振興局
| 郡     | 町村     | 町村章                    | 由来                                                                               | 制定日         | 備考                                                                                            |
| ------ | -------- | ------------------------- | ---------------------------------------------------------------------------------- | -------------- | ----------------------------------------------------------------------------------------------- |
| 虻田郡 | 豊浦町   |                           | 四つの「ト」を四方に配し、その中に「ウラ」を図案化したもの                         | 1947年7月1日   | 色は上辺二個の「ト」は緑色・下辺二個の「ト」は青色・中の「ウラ」は赤色が指定されている          |
| 虻田郡 | 洞爺湖町 |                           | 「と」を洞爺湖と山として表したもの                                                 | 2006年3月27日  | 色は緑色・水色・青色が指定されている                                                            |
| 有珠郡 | 壮瞥町   |                           | 全体は「そ」を翼型にして図案化し、上部の有珠山と昭和新山・下部は洞爺湖を表したもの | 1958年6月30日  | 壮瞥村章として制定され、町制施行後に継承される                                                  |
| 白老郡 | 白老町   | （青色篇） （緑透明色篇） | 「白オイ」を組み合わせて図案化したもの                                             | 1984年10月1日  | 1955年に制定された ものを1984年10月1日に条例化される 色は青色とグラスグリーン色が指定されている |
| 勇払郡 | 厚真町   |                           | 「アツマ」を円形にしたもの                                                         | 1954年12月25日 | 厚真村章として制定され、町制施行後に継承される                                                  |
| 勇払郡 | 安平町   |                           | 「AB」を基にして、安平川を表したもの                                               | 2006年3月27日  |                                                                                                 |
| 勇払郡 | むかわ町 |                           | 「ム」を図案化したもの                                                             | 2006年3月27日  | 色は赤色・青色・緑色が指定されている                                                            |

### 日高振興局
| 郡     | 町村       | 町村章 | 由来 | 制定日        | 備考                                                            |
| ------ | ---------- | ------ | --- | ------------- | --------------------------------------------------------------- |
| 沙流郡 | 日高町     |        | 「ひ」を図案化したもの | 2006年3月1日  | 2代目の町章である 色は青色・緑色・赤色が指定されている          |
| 沙流郡 | 平取町     |        | 外郭は「平」を形象化・平和を意味する日本・平取を表徴・星を頂くハトは「とり」を表現・上天の星は北斗七星の表徴・ササリンドウは義経神社の紋章に因み三徳を表徴する | 1949年7月1日  |                                                                 |
| 新冠郡 | 新冠町     |        | 四つのイメージ「開拓道具（開拓者精神）・船の錨（海の幸）・馬の蹄（馬産地王国）・王冠（冠）・北（北海道）」を組み合わせ、「北」を形づったもの                   | 1968年3月21日 |                                                                 |
| 日高郡 | 新ひだか町 |        | 北海道の地形である菱形と「ひ」を図案化し、丸を配したもの | 2006年7月14日 | 色は青色・緑色・赤色が指定されている                            |
| 浦河郡 | 浦河町     |        | 四つの「ウラ」を外円にし、「河」を丸くして納めたもの | 1967年6月26日 | 1920年に浦河漁港起工式に使われ、1967年6月26日に正式に制定される |
| 様似郡 | 様似町     |        | エンムル岬を中心に東側に大港・西側に小港を抱く姿を形どり、漁業と農林業の二面からなっていることを表したもの                                                     | 1918年4月1日  | 様似村章として制定され、町制施行後に継承される                  |
| 幌泉郡 | えりも町   |        | 「え」を現代的に意匠化し、上部の半円は波・即ち海を描きたもの                                                                                                   | 1970年7月14日 |                                                                 |

### 渡島総合振興局
| 郡     | 町村     | 町村章 | 由来 | 制定日        | 備考                                                                                   |
| ------ | -------- | ------ | --- | ------------- | -------------------------------------------------------------------------------------- |
| 松前郡 | 松前町   |        | 松葉を図案化したもの | 1954年7月     | 色は地色が海老茶色であり、紋章は白色が指定されている                                   |
| 松前郡 | 福島町   |        | 北海道開拓時に繁栄を極めたニシン漁に用いられた船「穂津舟」と「フクシマ」を抽象化し、青函トンネル建設当時の工事基地を表したもの | 1975年11月3日 |                                                                                        |
| 上磯郡 | 知内町   |        | 全体は「S」とタカを表し、それを穏やかな曲線で描かれたもの                                                                      | 1967年10月1日 | 1934年に自治展覧会写真帖に収録されていたものを1967年10月1日に制定される                |
| 上磯郡 | 木古内町 |        | 「木古内」を亀甲の形に表したもの                                                                                               | 1942年6月16日 | 木古内村章として制定され、町制施行後に継承される                                       |
| 亀田郡 | 七飯町   |        | 旧六村（七飯村・大中山村・藤城村・軍川村・峠下村・鶴野村）を七つの輪（円）にしてそれらを組み合わせたもの                       | 1977年11月3日 | 色は緑色が指定されている                                                               |
| 茅部郡 | 鹿部町   |        | 外周の四つの力は「シ力」=「鹿」を表し、中心は、鹿の角と昆布と温泉を図案化したもの                                              | 1920年1月4日  | 1932年5月10日に再制定され、1993年11月19日に施行される 色は濃紺色と朱色が指定されている |
| 茅部郡 | 森町     |        | 全体で「森」を図案化し、青と緑の連なりで内浦湾の波と緑を意匠化したもの                                                         | 2005年9月29日 | 色は青色と緑色が指定されている 2代目の町章である                                       |
| 二海郡 | 八雲町   |        | 「八」と日本海・内浦湾の「波頭」を表したもの                                                                                   | 2005年10月1日 | 色は水色が指定されている 2代目の町章である                                             |
| 山越郡 | 長万部町 |        | 「長」の図案化し、内側の円は町民の団結と内浦湾を表わしたもの                                                                   | 1973年8月29日 | 当時の長万部町職員の作品である                                                         |

### 檜山振興局
| 郡     | 町村     | 町村章 | 由来                                                                                             | 制定日        | 備考                                                                            |
| ------ | -------- | ------ | ------------------------------------------------------------------------------------------------ | ------------- | ------------------------------------------------------------------------------- |
| 檜山郡 | 江差町   |        | 全体は「江差」を図案化し、「江」を菱形にしてから四つの「サ」を円形に配したもの                   | 1916年        | 旧・江差町制時に制定され、新・町制施行後に継承される                            |
| 檜山郡 | 上ノ国町 |        | 「上国」を円形に図案化したもの                                                                   | 1927年        | 色は赤色が指定されている 上ノ国村章として制定されたものを町制施行後に継承される |
| 檜山郡 | 厚沢部町 |        | 水田王国と「ア」を表したもの                                                                     | 1968年3月30日 | 色は内部は金色（レモン色）と枠は緑色が指定されている                            |
| 爾志郡 | 乙部町   |        | 「乙部」を組み合わせ、町の地形を表し、中央の突出した部分は乙部岳を、点は波型で日本海を表したもの | 1965年8月18日 |                                                                                 |
| 奥尻郡 | 奥尻町   |        | 「おくしり」を一筆書きにして図案化したもの                                                       | 1966年1月1日  |                                                                                 |
| 瀬棚郡 | 今金町   |        | 「ノ」を組み合わせ、「山」は二人の開拓者代表を表したもの                                         | 1967年10月1日 |                                                                                 |
| 久遠郡 | せたな町 |        | 「セ」を基に北海道の地形を意匠化し、円で町の位置を表したもの                                     | 2005年9月1日  | 2005年11月15日に再制定される 色は緑色と橙色が指定されている                     |

### 上川総合振興局
| 郡           | 町村       | 町村章 | 由来 | 制定日         | 備考 |
| ------------ | ---------- | ------ | --- | -------------- | --- |
| 石狩国上川郡 | 鷹栖町     |        | 「鷹」のイメージを大きく羽ばたく姿を現代的に表現したもの                                                                           | 1968年1月1日   | 鷹栖村章とし制定され、町制施行後に継承される                                                               |
| 石狩国上川郡 | 東神楽町   |        | 「ヒ」を図案化したもの | 1993年1月1日   | 2代目の町章である                                                                                          |
| 石狩国上川郡 | 当麻町     |        | 「当」を図案化し、星は屯田兵の開拓魂と未来への飛躍を意味したもの                                                                   | 1968年4月1日   | |
| 石狩国上川郡 | 比布町     |        | 「比」を図案化し、交わりを持ったもの                                                                                               | 1954年7月17日  | 比布村章とし制定され、町制施行後に継承される                                                               |
| 石狩国上川郡 | 愛別町     |        | 愛別の語源である「矢の川」（アイヌ語でアイッベト）の上に旭日章を配したもの                                                         | 1934年11月6日  | 愛別村章とし制定され、町制施行後に継承される                                                               |
| 石狩国上川郡 | 上川町     |        | 「上」を想像した中央の山形は、大雪山・周囲の三本線は石狩川を表す「川」を図案化したもの                                             | 1955年7月29日  | |
| 石狩国上川郡 | 東川町     |        | 星は北斗七星で北海道を意味し、亀形は「東」・中央の点は「東」の一部分と旭岳を表し、亀形の周囲の三本線による円は「川」を想像したもの | 1934年7月      | 東川村章とし制定され、町制施行後に継承される                                                               |
| 石狩国上川郡 | 美瑛町     |        | 十勝岳と「び」を図案化したもの | 1963年2月25日  | |
| 空知郡       | 上富良野町 |        | 外側は三つの「カ」円形にし、その中に「富」を図案化し、「カミフ」と読んだもの                                                       | 1957年10月5日  | |
| 空知郡       | 中富良野町 |        | 外周は稲の豊作・中心部は「中」・山を表したもの                                                                                     | 1962年4月1日   | 中富良野村章として制定され、町制施行後の1967年3月24日に条例化される 色は黄金色・緑色・黒色が指定されている |
| 空知郡       | 南富良野町 |        | 「南」の中に「フ」を包含し、金山ダムと町の地形からくる円を表したもの                                                               | 1967年3月      | 南富良野村章とし制定され、町制施行後に継承される                                                           |
| 雨竜郡       | 幌加内町   |        | 「ホロカナイ」を円形に図案化したもの                                                                                               | 1958年7月3日   | 幌加内村章とし制定され、町制施行後に継承される                                                             |
| 勇払郡       | 占冠村     |        | 真ん中は「占」であり、外円は山を表したもの                                                                                         | 1963年10月11日 | |
| 天塩国上川郡 | 和寒町     |        | 「和」を目標として、三角の上部は「W」を表したもの                                                                                  | 1965年8月24日  | |
| 天塩国上川郡 | 剣淵町     |        | 「K」を意匠化したものであり、中央に位置する三角形は、平波山を視覚的に表したもの                                                    | 1968年6月20日  | |
| 天塩国上川郡 | 下川町     |        | 「下」を図案化したもの | 1958年12月25日 | |
| 天塩国中川郡 | 美深町     |        | 全体は「び」を図案化し、太い線は男性・細い線は女性を表したもの                                                                     | 1948年4月1日   | |
| 天塩国中川郡 | 音威子府村 |        | 全体は雪結晶で、太陽を象った円の中に「音」を配し、六つの五角形はサイロを表したもの                                                 | 1965年6月27日  | |
| 天塩国中川郡 | 中川町     |        | 「中川」を図案化したもの | 1964年5月1日   | |

### 留萌振興局
| 郡     | 町村     | 町村章 | 由来                                                                                       | 制定日         | 備考                                           |
| ------ | -------- | ------ | ------------------------------------------------------------------------------------------ | -------------- | ---------------------------------------------- |
| 増毛郡 | 増毛町   |        | 「毛」を中心に「マ」を図案化したもの                                                       | 1972年6月13日  |                                                |
| 留萌郡 | 小平町   |        | 中央の星は北極星を表し、外郭上部は、「小」・下部は「平」をあしらい、雪結晶に図案化したもの | 1937年11月26日 | 小平村章として制定され、町制施行後に継承される |
| 苫前郡 | 苫前町   |        | 「トママエ」を端的に図案化したもの                                                         | 1967年12月18日 |                                                |
| 苫前郡 | 羽幌町   |        | 「ハボロ」を円形に図案化し、中心部に「ホ」を表したもの                                     | 1935年8月10日  |                                                |
| 苫前郡 | 初山別村 |        | 「し」を中心として三方に伸びる山状の図柄は、村内の山を表したもの                           | 1968年4月16日  |                                                |
| 天塩郡 | 遠別町   |        | 「エン別」を円形に図案化したもの                                                           | 1949年3月29日  | 遠別村章として制定され、町制施行後に継承される |
| 天塩郡 | 天塩町   |        | テシオ（ホ）の文字を図案化し、外形の円は「天」を組み合わせたもの                           | 1950年10月1日  |                                                |

### 宗谷総合振興局
| 郡     | 町村       | 町村章 | 由来 | 制定日        | 備考                                                                       |
| ------ | ---------- | ------ | --- | ------------- | -------------------------------------------------------------------------- |
| 宗谷郡 | 猿払村     |        | 三つの稜は「知性・勇気・情熱」を象したもの | 1968年5月9日  | 制定前は作成されていなかった                                               |
| 枝幸郡 | 浜頓別町   |        | 「ハマ」にしてかつ逆にすると「とん」を表したもの | 1952年1月12日 |                                                                            |
| 枝幸郡 | 中頓別町   |        | 雪結晶の中に「中」を星形に図案化したもの | 1933年11月7日 | 1979年3月14日に規定化した 中頓別村章として制定され、町制施行後に継承される |
| 枝幸郡 | 枝幸町     |        | 「え」を図案化し、菱形は北海道を表したもの | 2006年3月20日 | 色は青色と緑色が指定されている 2代目の町章である                           |
| 天塩郡 | 豊富町     |        | 「とよとみ」を抽象的に表したものであり、中央のツルハシは地下資源・上部の葉は森林資源を表し、円線はサロベツ川を表したもの                                                                                           | 1940年10月1日 | 豊富村章として制定され、町制施行後に継承される                             |
| 天塩郡 | 幌延町     |        | 「ホロノベ」を抽象的に表したもの | 1968年4月19日 |                                                                            |
| 礼文郡 | 礼文町     |        | 円を表し、その内部は「レ」を図案化したもの | 1967年4月1日  |                                                                            |
| 利尻郡 | 利尻町     |        | 沖の方から逆巻く波間に見える利尻山を表しかつ波の線を円くして波の外側の曲線と内側の曲線は、「り」を象ってから尻の尖った線は「し」を横にしたものであり、「り」は二度重ねたものであり、「一円融合の和」を表徴したもの | 1968年5月1日  |                                                                            |
| 利尻郡 | 利尻富士町 |        | 全体は「和」を表現・「り」を以て抱合を意味・利尻山を表徴・「H」は「改称前の東利尻・発展・飛躍・平和・豊漁」をローマ字の頭文字にして意味したもの                                                                    | 1959年9月1日  | 東利尻町制時に町章として制定され、 改称後同日の1990年9月30日に再制定される |

### オホーツク総合振興局
| 郡     | 町村     | 町村章 | 由来                                                                                                 | 制定日         | 備考 |
| ------ | -------- | ------ | --- | -------------- | --- |
| 網走郡 | 美幌町   |        | 「ビホロ」と円形を組み合わせて図案化したもの                                                         | 1937年9月6日   | 町旗は別デザインである                                                                                    |
| 網走郡 | 津別町   |        | 「ツ別」を図案化し、「ツ」は上部にしてから中央部の白地は沃野を表したもの                             | 1958年7月1日   | |
| 網走郡 | 大空町   |        | 「O」を基に、大空、女満別空港と農業を青色と緑色の流線型で表したもの                                  | 2006年3月31日  | 色は青色と緑色が指定されている                                                                            |
| 斜里郡 | 斜里町   |        | 「シャリ」を羽ばたく鳥にして表したもの                                                               | 1958年9月21日  | |
| 斜里郡 | 清里町   |        | 円と三角は斜里岳を表したもの                                                                         | 1953年         | 上斜里村章として制定され、改称かつ町制施行後に継承される                                                  |
| 斜里郡 | 小清水町 |        | 上半分の円は「小」・下半分の円は「水」を表し、それらの中に「清」を図案化し、「小清水」と読ませたもの | 1953年10月1日  | 1953年10月7日に規定化される                                                                               |
| 常呂郡 | 訓子府町 |        | 「北」で北海道・北見地方・中央は「訓」を表したもの                                                   | 1951年11月1日  | |
| 常呂郡 | 置戸町   |        | 「オキト」を図案化したもの                                                                           | 1949年7月31日  | 置戸村章として制定され、町制施行後に継承される                                                            |
| 常呂郡 | 佐呂間町 |        | 「サロマ」を「サ」で囲み、横棒を配したもの                                                           | 1953年4月1日   | |
| 紋別郡 | 遠軽町   |        | 外側の星形は、北見国を北斗七星で表わし、その中央に三つの輪を配したもの                               | 2005年10月1日  | 旧・遠軽町制時に1935年3月に制定され、新町制施行後に継承される                                             |
| 紋別郡 | 湧別町   |        | 「ゆ」を図案化し、中央に五芒星を配したもの                                                           | 2009年10月5日  | 色は青色と緑色が指定されている 2代目の町章である                                                          |
| 紋別郡 | 滝上町   |        | 「タキ上」を組合せて図案化し、下部の三角形は山・小円は農耕地を表したもの                             | 1958年2月19日  | |
| 紋別郡 | 興部町   |        | 三つの「北」で「興」を囲んだもの                                                                     | 1923年10月20日 | 色は「北」の部分は緑色・「興」の部分は赤色が指定されている 興部村章として制定され、町制施行後に継承される |
| 紋別郡 | 西興部村 |        | 「西」を表し、中心の山形は、山村を象徴するとともに人文字を模したもの                                 | 1967年12月20日 | 色は緑色が指定されている                                                                                  |
| 紋別郡 | 雄武町   |        | 六つの「ヲ」を雪結晶の形に組み合わせ、中央に北斗七星を配したもの                                     | 1923年11月10日 | 色は黄色と青色が指定されている 雄武村章として制定され、町制施行後に継承される                             |

### 十勝総合振興局
| 郡           | 町村     | 町村章 | 由来 | 制定日         | 備考 |
| ------------ | -------- | ------ | --- | -------------- | --- |
| 河東郡       | 音更町   |        | 「音」を抽象デザインで若葉を表したもの                                                                       | 1970年4月10日  | 2代目の町章である                                                                                             |
| 河東郡       | 士幌町   |        | 「士」をオオトリが羽ばたく様に図案化したもの                                                                 | 1968年7月12日  | |
| 河東郡       | 上士幌町 |        | 「上」を若葉・力強い翼の形に表したもの                                                                       | 1968年5月1日   | |
| 河東郡       | 鹿追町   |        | 「鹿」を配し、バレイショの花で町民を象し、これを囲む円で太陽を形どり輪（和）を表示したもの                   | 1949年7月10日  | 1953年4月1日に再制定される 鹿追村章として制定され、町制施行後に継承される                                     |
| 十勝国上川郡 | 新得町   |        | 「新得」を図案化し、両方の手で支えたもの                                                                     | 1948年2月1日   | |
| 十勝国上川郡 | 清水町   |        | 六芒星で「水」を表し、「清」を配したもの                                                                     | 1937年5月8日   | 1936年に募集し、1937年5月8日に制定され、1968年6月18日に再制定される                                           |
| 河西郡       | 芽室町   |        | 五つの「M」を周りに表し、五芒星を配したもの                                                                  | 1999年10月1日  | 色は緑色・水色が指定されている 2代目の町章である                                                              |
| 河西郡       | 中札内村 |        | 中央の白丸は「潔白と真心」を表しかつ「中札内」を組み合わせ、輪郭は豆の畝を図案化したもの                     | 1957年9月1日   | |
| 河西郡       | 更別村   |        | 「更別」をジャガイモとクローバーに模した葉形で包んだもの                                                     | 1947年         | 1948年に条例化される 色は銀色・中燻銀色・緑色が指定されている                                                 |
| 広尾郡       | 大樹町   |        | 「大」を二重かつ円形にし、「樹」を配したもの                                                                 | 1950年2月23日  | 1973年2月28日に改正される 大樹村章として制定され、町制施行後に継承される                                      |
| 広尾郡       | 広尾町   |        | 正三角形は、魚の鱗を意味し、町内の海にある立岩・二見岩・防波堤の図形で「広」を鱗にして表したもの             | 1950年         | |
| 十勝国中川郡 | 幕別町   |        | 「幕」は末広がりにして、「別」は輪（和）を表したもの                                                         | 1961年12月24日 | |
| 十勝国中川郡 | 池田町   |        | 外円は利別川・十勝川、三方形は交通の要衝と産業・経済・文化を象徴・中心部に「イケ」を基に、翼にして表したもの | 1968年6月3日   | |
| 十勝国中川郡 | 豊頃町   |        | 「トヨコロ」を変形三重円にして抽象化したもの                                                                 | 1950年11月1日  | 豊頃村章として制定され、町制施行後に継承される                                                                |
| 十勝国中川郡 | 本別町   |        | 「本」を図案化し、「別」を円形に囲むようにしたもの                                                           | 1931年11月9日  | 本別村章として制定され、町制施行後に継承される                                                                |
| 足寄郡       | 足寄町   |        | 「アシ」を組み合わせて、上部に翼を象ったもの                                                                 | 1965年4月1日   | |
| 足寄郡       | 陸別町   |        | 「リク」を円形にしたもの                                                                                     | 1950年3月      | 淕別村章として制定され、陸別村改称後かつ町制施行後に継承される 1949年に制定された ものを1950年3月に制定される |
| 十勝郡       | 浦幌町   |        | 外側の太い線は十勝国・内側の細い線は十勝郡を表し、真ん中に「浦」を示したもの                                 | 1949年6月5日   | 浦幌村章として制定され、町制施行後に継承される                                                                |

### 釧路総合振興局
| 郡     | 町村     | 町村章 | 由来 | 制定日        | 備考                                           |
| ------ | -------- | ------ | --- | ------------- | ---------------------------------------------- |
| 釧路郡 | 釧路町   |        | 全体は古銭を象り、外側は四つの「ク」・真ん中に「ロ」を配したもの                                          | 1959年9月3日  | 釧路村章として制定され、町制施行後に継承される |
| 厚岸郡 | 厚岸町   |        | 全体を丸型にし、「ア」を図案化したもの                                                                    | 1964年6月1日  | 色は濃紺色が指定されている                     |
| 厚岸郡 | 浜中町   |        | 「ハマ」を組み合わせ、「ハ」を円形にして浜中湾・琵琶瀬湾を象ったもの                                      | 1963年11月1日 |                                                |
| 川上郡 | 標茶町   |        | 「し」を図案化したもの                                                                                    | 1968年6月1日  | 色は黄緑色が指定されている                     |
| 川上郡 | 弟子屈町 |        | 円内上部の三つの山形は摩周岳を表し、その下の「T」と合わせて「テ」を型どり「テ」の両端のトガリを表したもの | 1961年4月1日  | 色は青色が指定されている                       |
| 阿寒郡 | 鶴居村   |        | タンチョウの生息地であることからツル図案化し、その鳥を上に羽ばたく様に図案化したもの                      | 1949年9月1日  |                                                |
| 白糠郡 | 白糠町   |        | 外円の結ばれる所は、「ヌカ」をそれぞれ表していると共に、北海道の「北」も意味したもの                      | 1950年11月1日 |                                                |

### 根室振興局
| 郡     | 町村     | 町村章 | 由来 | 制定日        | 備考                                                    |
| ------ | -------- | ------ | --- | ------------- | ------------------------------------------------------- |
| 野付郡 | 別海町   |        | 波頭で野付水道・分銅・両方の翼を表したもの | 1968年6月25日 | 別海村章として制定され、町制施行後に継承される          |
| 標津郡 | 中標津町 |        | 「中」を配し、扇形になっている外側は「シベツ」を図案化し、根室振興局の内陸部の中心地を表したもの | 1950年1月1日  |                                                         |
| 標津郡 | 標津町   |        | 全体は中心の山の形は「山」・その下部の鳥が羽を広げたような部分が「海」・全体で川を表したものであり、その内、「海」を表す部分に右端の弧を合わせて「シ」・その下部の弧を合わせて「ベ」・その左側の弧を合わせて「ツ」を図案化したもの | 1958年1月1日  |                                                         |
| 目梨郡 | 羅臼町   |        | 「臼」を輪にして和を表し、「羅」を配したもの | 1970年9月20日 | 1950年10月に制定されたものを1970年9月20日に再制定される |

## 廃止された市町村章
| 市郡   | 町村     | 町村章 | 由来 | 制定日         | 廃止日         | 備考 |
| ------ | -------- | ------ | --- | -------------- | -------------- | --- |
| 室蘭市 |          |        | 不明 | 1922年         | 1936年4月13日  | 初代の市章である 市制施行時に吏員（職員）徽章として制定された                                                                     |
| 夕張郡 | 角田村   |        | 不明 | 1917年         | 1940年3月23日  | |
| 夕張郡 | 角田村   |        | 不明 | 1940年3月23日  | 1949年7月25日  | |
| 夕張郡 | 長沼町   |        | 不明 | 1952年5月9日   | 1967年9月12日  | 初代の町章である |
| 夕張郡 | 栗山町   |        | 不明 | 1949年7月25日  | 1963年6月19日  | 初代の町章である |
| 高島郡 | 高島町   |        | 不明 | 1922年5月1日   | 1940年4月11日  | |
| 上磯郡 | 木古内村 |        | 不明 | 1917年10月30日 | 1942年6月16日  | 初代の町章である |
| 山越郡 | 長万部町 |        | 不明 | 1913年4月      | 1953年6月15日  | 初代の町章である |
| 山越郡 | 長万部町 |        | 不明 | 1953年6月15日  | 1973年8月29日  | 初代の町章である |
| 紋別郡 | 下湧別村 |        | 不明 | 1952年5月9日   | 1953年10月1日  | 初代の町章である |
| 利尻郡 | 鴛泊村   |        | 不明 | 1923年4月1日   | 1956年9月30日  | |
| 茅部郡 | 落部村   |        | 不明 | 1915年6月      | 1957年4月1日   | |
| 網走郡 | 津別町   |        | 不明 | 1946年9月10日  | 1958年7月1日   | 初代の町章である |
| 茅部郡 | 尾札部村 |        | 不明 | 1915年         | 1959年5月1日   | |
| 茅部郡 | 臼尻村   |        | 不明 | 1915年4月23日  | 1959年5月1日   | |
| 上川郡 | 永山町   |        | 不明 | 1952年5月9日   | 1961年4月1日   | |
| 雨竜郡 | 深川町   |        | 不明 | 1955年8月31日  | 1963年5月1日   | |
| 雨竜郡 | 納内村   |        | 不明 | 1957年9月13日  | 1963年5月1日   | |
| 空知郡 | 幌向村   |        | 不明 | 1950年8月9日   | 1964年6月10日  | |
| 奥尻郡 | 奥尻町   |        | 不明 | 1906年         | 1966年1月1日   | |
| 空知郡 | 富良野町 |        | 不明 | 1932年12月     | 1966年5月1日   | |
| 空知郡 | 山部村   |        | 不明 | 1935年         | 1966年5月1日   | |
| 空知郡 | 山部町   |        | 不明 | 1965年7月15日  | 1966年5月1日   | |
| 赤平市 |          |        | ブラックダイヤモンド及びピッケルの配合・四つの炭鉱・歯車・真ん中に「赤」を表したもの                                                                                    | 1949年7月1日   | 1966年12月2日  | 赤平町章として制定され、初代の市章として制定された                                                                                |
| 札幌郡 | 手稲町   |        | 「ていね」の「て」を図案化したもの | 1961年         | 1967年3月1日   | |
| 上川郡 | 神楽町   |        | 不明 | 1954年11月11日 | 1968年3月1日   | |
| 河東郡 | 上士幌町 |        | 不明 | 1950年6月28日  | 1968年5月1日   | 初代の町章である |
| 虻田郡 | ニセコ町 |        | 不明 | 1933年         | 1968年5月15日  | 狩太村章として制定され、町制施行後かつニセコ町に改称後に初代の町章として継承された                                                |
| 虻田郡 | 士幌町   |        | 不明 | 1926年6月1日   | 1968年6月12日  | 初代の町章である |
| 広島村 |          |        | 不明 | 1934年4月      | 1969年10月20日 | 初代の町章である |
| 雨竜郡 | 多度志町 |        | 不明 | 1963年8月9日   | 1970年4月1日   | |
| 河東郡 | 音更町   |        | 不明 | 1919年         | 1970年4月10日  | 音更町章として制定され、町制施行後に初代の町章として継承された                                                                    |
| 幌泉郡 | 幌泉町   |        | 不明 | 1959年1月1日   | 1970年4月14日  | |
| 上川郡 | 東鷹栖町 |        | 不明 | 1934年9月28日  | 1971年3月2日   | |
| 亀田市 |          |        | 「亀田」を図案化し、亀の頭・手足・尾は田地と龜田・神山・鍛冶・桔梗・石川を表したもの                                                                                    | 1915年11月12日 | 1973年12月1日  | 亀田村章として制定され、町制施行後かつ市制施行後に継承された                                                                      |
| 松前郡 | 福島町   |        | | 1965年9月14日  | 1975年11月3日  | 初代の町章である |
| 虻田郡 | 倶知安町 |        | 六角形が雪の結晶、中央部に「北」を丸くし、そして更にその中に「倶」を表したもの                                                                                          | 1916年4月1日   | 1991年6月30日  | 初代の町章である 現在は倶知安役場の徽章として準用されている                                                                       |
| 上川郡 | 東神楽町 |        | 外枠は八咫鏡で「楽」を表し、「東」を旭日章として配したもの | 1953年8月31日  | 1993年1月1日   | 東神楽村章として制定され、初代の町章として継承された                                                                              |
| 石狩郡 | 石狩町   |        | 円の中央は四つの「イ」を組み合わせて「イシ」として、周りの右側は「カ」を変形し、左側は「リ」を表したもの                                                                | 1927年4月1日   | 1996年2月12日  | 1920年に制定され、1927年4月1日に再制定された 初代の町章である                                                                     |
| 河西郡 | 芽室町   |        | 「星」は北極星を表し、中央部は「芽」を配したもの | 1919年8月      | 1999年10月1日  | 芽室村章として制定され、町制施行後に初代の町章として継承された                                                                    |
| 亀田郡 | 戸井町   |        | 「と」を図案化し、汐首岬の渦潮を配したもの | 1968年10月1日  | 2004年12月1日  | |
| 亀田郡 | 恵山町   |        | 輪郭の円は「円満と総体」を意味し、四つの巴は各集落にある湾を表したもの                                                                                                  | 1918年4月24日  | 2004年12月1日  | 尻岸内村章として制定され、尻岸内町章として継承された                                                                              |
| 亀田郡 | 椴法華村 |        | 「ト（T）」を図案化し、トドマツを表しているもの | 1976年8月30日  | 2004年12月1日  | |
| 茅部郡 | 南茅部町 |        | 「M」を中心にし、尾札部村・臼尻村の両漁村地帯の合併を表したもの | 1959年9月1日   | 2004年12月1日  | |
| 茅部郡 | 森町     |        | 「森」を象った三ツ星を図案化したもの | 1966年12月24日 | 2005年4月1日   | 制定前から使用され、1966年12月24日に正式に制定される                                                                              |
| 茅部郡 | 砂原町   |        | 内浦湾の湾型を表し、二つの大字から成立したもの | 1917年10月24日 | 2005年4月1日   | 砂原村章として制定され、町制施行後に継承された                                                                                    |
| 久遠郡 | 大成町   |        | 「大成」を上の半月と下の半月に分けて図案化したもの | 1955年7月20日  | 2005年9月1日   | 大成村章として制定され、町制施行後に継承された                                                                                    |
| 瀬棚郡 | 瀬棚町   |        | 開拓者精神と町民共同発展を三本杉岩に表している | 1968年5月1日   | 2005年9月1日   | |
| 瀬棚郡 | 北檜山町 |        | 「北」を図案化し、右を上にしたものは「き」・左を上にしたものは「た」を表しているもの                                                                                    | 1965年11月3日  | 2005年9月1日   | |
| 士別市 |          |        | 外形を四個の人の字を繋ぎ合して、内側は「士」を図案化したもの | 1954年9月3日   | 2005年9月1日   | 初代の市章である |
| 上川郡 | 朝日町   |        | 「アサヒ」を図案化したもの | 1962年8月23日  | 2005年9月1日   | 色は黒色と白色が指定されている |
| 厚田郡 | 厚田村   |        | 「アツタ」を円形にして模様化したもの | 1963年10月     | 2005年10月1日  | |
| 浜益郡 | 浜益村   |        | 「ハマ」を円形に図案化し、「マス」を表現したもの | 1968年5月28日  | 2005年10月1日  | |
| 紋別郡 | 生田原町 |        | 九つの地区（旭野・生田原・伊吹・岩戸・清里・豊原：水穂・八重・安国）をスクリューにして、互いに協力し合うことを表し、その中心の大字である生田原を表したもの              | 1945年         | 2005年10月1日  | 生田原村章として制定され、町制施行後に継承された                                                                                  |
| 紋別郡 | 丸瀬布町 |        | 円は「丸」と「住民」の「和」を象徴し、中側の三角とその更に中側はマツを表し、三つの三本の線は湧別川・武利川・丸瀬布川を表したもの                                        | 1949年4月15日  | 2005年10月1日  | 丸瀬布村章として制定され、町制施行後に継承された                                                                                  |
| 紋別郡 | 白滝村   |        | 「白」を波紋に模したもの | 1949年8月1日   | 2005年10月1日  | |
| 山越郡 | 八雲町   |        | 八重雲を表し、その中に「八」・さらに、その下に北斗七星を表したもの | 1917年4月26日  | 2005年10月1日  | 八雲村章として制定され、町制施行後に初代の町章として継承された                                                                    |
| 爾志郡 | 熊石町   |        | 船の舳の中央に躍動する魚の模様を配したもの | 1968年3月17日  | 2005年10月1日  | |
| 阿寒郡 | 阿寒町   |        | 「アカン」を円形（輪）と翼にしてかつ組み合わせて図案化したもの | 1952年8月10日  | 2005年10月11日 | 阿寒村章として制定されたものを町制施行後に継承された                                                                              |
| 白糠郡 | 音別町   |        | 「オン」を組み合わせ、町内の三大産業（鉱業（coal）の「C」を円に蔵し・「オン」を以て、林業を木・農業）を表したもの                                                       | 1965年8月20日  | 2005年10月11日 | |
| 上磯郡 | 上磯町   |        | 四つの「上」を菱形に意匠化したもの | 1916年4月15日  | 2006年2月1日   | 上磯村章として制定され、町制施行後に継承された                                                                                    |
| 亀田郡 | 大野町   |        | 外円は三つの「大」・中円は三つの「の」を表したもの （正確な由来ではない）                                                                                               | 1915年12月21日 | 2006年2月1日   | 大野村章として制定され、町制施行後に継承された 作者は不明である                                                                   |
| 広尾郡 | 忠類村   |        | 全体は「忠」を図案化し、四方に旭日の如く輝く気持ちを表したもの | 1954年1月15日  | 2006年2月6日   | |
| 有珠郡 | 大滝村   |        | 円は「和」と広がり・三本の斜線は「農業・観光・福祉」を表したもの | 1965年9月1日   | 2006年3月1日   | 色は円の部分は金色・三本の斜線の部分は銀色が指定されている                                                                        |
| 沙流郡 | 日高町   |        | 日輪（太陽）を背にして大きく羽ばたくタカを表したもの | 1955年7月1日   | 2006年3月1日   | 日高村章として制定され、町制施行後に初代の町章として継承された                                                                    |
| 沙流郡 | 門別町   |        | 「門」を星形にして六角形にしたもの | 1967年12月22日 | 2006年3月1日   | |
| 常呂郡 | 端野町   |        | 「タンノ」を円形に図案化したもの | 1946年10月1日  | 2006年3月5日   | 町旗は一部異なるデザインである 1947年1月1日に再制定された 端野村章として制定され、町制施行後に継承された                          |
| 常呂郡 | 留辺蘂町 |        | 「ル」を正三角形に図案化して、「山」・「温泉」を示す地図記号を象徴かつ「心」と読むもの                                                                                  | 1964年8月12日  | 2006年3月5日   | |
| 常呂郡 | 常呂町   |        | 外側は「呂」であり、六つの「コ」で囲み、内側は「常」を図案化したもの | 1950年11月1日  | 2006年3月5日   | |
| 枝幸郡 | 枝幸町   |        | 「エ」を取り巻く四つの「サ」で｢エサシ｣を図案化したもの | 1947年10月1日  | 2006年3月20日  | 初代の町章である |
| 枝幸郡 | 歌登町   |        | 中央部に「U」を図案化し、上部半円は宗谷支庁（現:宗谷総合振興局）・外郭は北海道を示し、北側を表したもの                                                                  | 1962年5月25日  | 2006年3月20日  | |
| 空知郡 | 栗沢町   |        | 北斗七星と「栗」と組合わせて図案化したもの | 1992年6月20日  | 2006年3月27日  | 栗沢村制時の1921年に当時の村長である山田勢太郎によって使われ、町制施行後にも継承され、1992年6月20日の条例によって制式に制定された |
| 空知郡 | 北村     |        | 簡明直截に「北ムラ」を表すと共に、横三線は石狩川を円形にしたもの | 1966年3月10日  | 2006年3月27日  | 1949年から使われ、1966年3月10日に議会議決され、正式に制定された                                                                   |
| 名寄市 |          |        | 「ナ」を四つ組み合わせて名寄を表したもの | 1956年4月1日   | 2006年3月27日  | 1956年5月14日に告示された 初代の市章である                                                                                        |
| 上川郡 | 風連町   |        | 「風」を四つ連ねて「風連」を表し、かつ全体で「米」を図案化したもの | 1940年5月      | 2006年3月27日  | 当時の下多寄小学校校長（現:名寄市立風連下名寄小学校）の作品である                                                                 |
| 虻田郡 | 虻田町   |        | 「A」と「ア」を円形にしかつ組み合わせて図案化したものであり、円内は噴火湾と洞爺湖をかたどり・中央部の三角は付近の山々と逆三角形は洞爺湖・商業と工業かつ鉱業を表したもの | 1962年9月1日   | 2006年3月27日  | |
| 虻田郡 | 洞爺村   |        | 真ん中の円は「太陽」と洞爺湖・六つの「ト」を雲形六角形に表したもの | 1968年4月16日  | 2006年3月27日  | 色は紺碧色が指定されている |
| 勇払郡 | 鵡川町   |        | 「川」と「米」を円形にして組み合わせて図案化したもの | 1960年1月1日   | 2006年3月27日  | |
| 勇払郡 | 穂別町   |        | 全体的（総体的）に「ホ」を図案化し、Y字線は鵡川と穂別川の交流・三角形は周囲の山を表す                                                                                   | 1962年6月18日  | 2006年3月27日  | |
| 勇払郡 | 追分町   |        | 全体は機関車の車輪を型取り、「追分」を円形に図案化したもの | 1958年10月1日  | 2006年3月27日  | 1958年9月に制定されたものを10月1日に再制定される                                                                                  |
| 勇払郡 | 早来町   |        | 「ハヤ」を円形に図案化し、「人の和と団結」たもの | 1961年10月10日 | 2006年3月27日  | |
| 網走郡 | 女満別町 |        | 「女」を表象し、五つの頂点を表したもの | 1968年3月12日  | 2006年3月31日  | |
| 網走郡 | 東藻琴村 |        | 「東モコト」を円形に図案化したもの | 1947年2月11日  | 2006年3月31日  | |
| 静内郡 | 静内町   |        | 全体を対称形にして、その内訳は七つの円を組み合わせ、四つの「ツ」の組合わせで「静」を表し、「内」を型どった円弧を上下に置いたもの                                        | 1950年9月9日   | 2006年3月31日  | |
| 三石郡 | 三石町   |        | 三つの「石」の字を図案化したものを組み合わせたもの | 1951年11月     | 2006年3月31日  | |
| 紋別郡 | 湧別町   |        | 中央の星形は「北」を北斗七星で表し、その中に「湧」を配し、外側は「別」を円形に図案化したもの                                                                            | 1953年10月1日  | 2009年10月5日  | 初代の町章である |
| 紋別郡 | 上湧別町 |        | 「カミ」を図案化し、中央の星形は屯田兵村を表したもの | 1968年6月18日  | 2009年10月5日  | |
| 虻田郡 | 喜茂別町 |        | 北斗七星を図案化し、その中に「喜」を配したもの | 1952年7月1日   | 2016年10月12日 | |

### 書籍
- 小学館辞典編集部 編『図典 日本の市町村章』（初版第1刷）小学館、2007年1月10日。ISBN 4095263113。
- 近藤春夫『都市の紋章 : 一名・自治体の徽章』行水社、1915年。NDLJP:955061
- 中川幸也『シリーズ人間とシンボル第2号「都市の旗と紋章」』中川ケミカル、1987年10月11日。
- 丹羽基二『日本の市章 （東日本）』保育社、1984年4月5日。
- 望月政治『都章道章府章県章市章のすべて』日本出版貿易株式会社、1973年7月7日。
- NHK情報ネットワーク『NHKふるさとデータブック1 [北海道]』日本放送協会、1992年4月1日。

### 都道府県書籍
- 鍛冶俊幸『石狩支庁管内 小中学校交渉に託すねがい 市町村章要覧』神田印刷有限会社、1991年3月1日。

### 自治体書籍

#### 道央地域（後志総合振興局・石狩振興局・空知総合振興局・胆振総合振興局・日高振興局）
- 神恵内村役場『郷土かもえない』北海道古宇郡神恵内村、1972年。
- 南富良野町役場『南富良野町勢要覧 資料編 1997』北海道空知郡南富良野町、1997年。
- 倶知安町役場『旧・倶知安町例規集』北海道虻田郡倶知安町。

#### 道南地区（渡島総合振興局・檜山振興局）
- 江差町史編集室『江差町史』北海道檜山郡江差町。

#### 道北地区（宗谷総合振興局・留萌振興局・上川総合振興局）
- 東利尻町役場『東利尻町例規集』北海道利尻郡東利尻町。
- 東神楽町役場『東神楽町史』北海道上川郡東神楽町、1973年8月1日。